# Чандрамохан
Маллампалли Чандрасекхара Рао (телугу మల్లంపల్లి చంద్రశేఖర రావు) более известный как Чандрамохан (телугу చంద్రమోహన్; 23 мая 1943, Памидимуккала, Британская Индия — 11 ноября 2023, Хайдарабад) — индийский актёр, снимавшийся в фильмах на языке телугу. Лауреат кинопремий «Нанди» и Filmfare. 

## Биография
Родился в деревне Памидимуккала в округе Кришна (ныне штат Андхра-Прадеш) 23 мая 1943 или 1945 года в семье земледельца Вирабхадры Шастри и его жены Шьямаламмы. Помимо него в семье было восемь дочерей и сын Дургапрасад. Будущий актёр учился в старшей школе Y.V.R.M.Z.P. в Медуру, посещал курсы при Индуиском колледже в Мачилипатнаме, а затем получил степень бакалавра в области сельского хозяйства в Сельскохозяйственном колледже в Бапатле. После окончания учебы он поступил на работу в Департамент сельского хозяйства Элуру.
У него уже был опыт выступления в любительском театре, когда его зять предложил ему пройти прослушивание в Rangula Ratnam (1966). Чандрамохан получил одну из главных ролей, а фильм в последствии был отмечен несколькими кинопремиями. Двумя годами позже он сыграл заботливого брата героини Ванишри в драме Sukha Dukhalu.
Закрепившись в телугуязыных фильмах, актёр дебютировал в тамильском кино с фильмом Naalai Namadhe 1975 года.
Чандрамохан, известный как «Риши Капур из Толливуда», Чандрамохан стпособствовал успешному началу карьеры многих начинающих актрис. После работы с ним Шридеви, Джаясудха, Джаяпрада, Радхики, Сухасини, Прабхи, Мадхави, Виджаяшанти, Туласи стали звёздами кино. Он также сыграл второстепенные роли в таких знаковых фильмах на телугу, как «Шанкарабхаранам» (1980), Chantabbai (1986) и Aditya 369 (1991). 
В 1978 году Чандрамохан исполнил роли глухонемого Девуду в фильме Pranam Khareedu и простака Гопала в Padaharella Vayasu. За последний фильм получил премию Filmfare за лучшую мужскую роль. Он также получил кинопремию «Нанди» как лучший комедийный актёр за фильм Chandamama Raave (1987) и как лучший характерный актёр за Athanokkade (2005).
В 2000-х годах Чандрамохан полностью перешёл на характерные роли. В этот период он запомнился зрителям как разочарованный отец в 7G Brindavan Colony (2004), а также в фильмах Manasanta Nuvve и «Я тебе нравлюсь!» (2001), «Мужчина… ненавидевший женщин!!!» (2002), Sankranti (2005) и «Ура!» (2007). 
Последний раз актёр появился на экране в фильме 2017 года Oxygen, после чего он решил больше не брать ролей, поскольку его здоровье начало ухудшаться.
Чандрамохан скончался 11 ноября 2023 года в Хайдарабаде в результате сердечного приступа.
У него остались жена — писательница Джаладхара, и две дочери: Мадхура Минакши — психолог в США, и Мадхави — врач в Ченнаи. 